# Niek Michel
Nicolaas Johannes Michel (Velsen, 30 de setembro de 1912 - 24 de junho de 1971) foi um futebolista neerlandês, que atuava como goleiro.

## Carreira
Niek Michel fez parte do elenco da Seleção Neerlandesa de Futebol que disputou a Copa do Mundo de 1938.

## Ligações Externas
- Perfil em FIFA.com (em inglês)